# James Scowcroft
James Scowcroft (Bury St. Edmunds, Inglaterra, 15 de noviembre de 1975) es un exfutbolista inglés. Jugaba de delantero y su primer equipo fue Ipswich Town.

## Selección nacional
Ha sido internacional con la Selección nacional de fútbol de Inglaterra Sub-21.

## Clubes
| Club                        | País                  | Año       |
| --------------------------- | --------------------- | --------- |
| Ipswich Town                | Bandera de Inglaterra | 1994-2001 |
| Leicester City FC           | Bandera de Inglaterra | 2001-2005 |
| Ipswich Town                | Bandera de Inglaterra | 2005      |
| Coventry City FC            | Bandera de Inglaterra | 2005-2006 |
| Crystal Palace              | Bandera de Inglaterra | 2006-2009 |
| Leyton Orient Football Club | Bandera de Inglaterra | 2009-2010 |
| Bury Town F.C.              | Bandera de Inglaterra | 2010-2012 |

- Datos: Q6142882